# Ctenusa marginifera
Ctenusa marginifera là một loài bướm đêm trong họ Noctuidae.